# Zarudzie (Kobzariwka)
Zarudzie (ukr. Заруддя) – zniesiona wieś na Ukrainie, od 1963 w granicach wsi Kobzariwka w rejonie tarnopolskim obwodu tarnopolskiego, w hromadzie Tarnopol. Leży nad Seretem i stanowi południową część Kobzariwki.

## Historia
Dawniej odrębna wieś. Począwszy od XIX w. stanowiła gminę jednostkową w Bezirk Ihrowice, liczącą w 1854 r. 258 mieszkańców; od 1867 w powiecie tarnopolskim.
W II Rzeczypospolitej gmina w powiecie tarnopolskim województwa tarnopolskiego. W 1921 r. liczyła 450 mieszkańców. W 1934 weszła w skład gromady Zarudzie (obejmującą miejscowości Kamina, Kuzykowa Dolina i Zarudzie) w nowej zbiorowej gminie Jankowce.
Po II wojnie światowej w ZSRR. W 1963 r. Zarudzie połączono ze wsią Obarzańce, tworząc nową wieś Kobzariwka. Do 2020 r. w rejonie zborowskim, od 2020 w rejonie tarnopolskim.